# أنطونيو أندرسون (لاعب كرة قدم أمريكية)
أنطونيو أندرسون (بالإنجليزية: Antonio Anderson)‏ هو لاعب كرة قدم أمريكية أمريكي، ولد في 4 يونيو 1973 في بروكلين في الولايات المتحدة.

## وصلات خارجية
- أنطونيو أندرسون على موقع مرجع كرة القدم المحترفة.كوم (الإنجليزية)